# Tours Saint-Jacques
Ne doit pas être confondu avec Tour Saint-Jacques.
Les tours Saint-Jacques sont un relief ruiniforme de France composé de pinacles de calcaire urgonien qui se dressent sur le versant méridional du Semnoz, dans la cluse de Bange, au-dessus du village d'Allèves, en Haute-Savoie, dans le massif des Bauges.
Les falaises qu'elles forment constituent un site d'escalade. Elles sont accessibles par des sentiers de randonnée au départ d'Allèves ou du sommet du Semnoz.

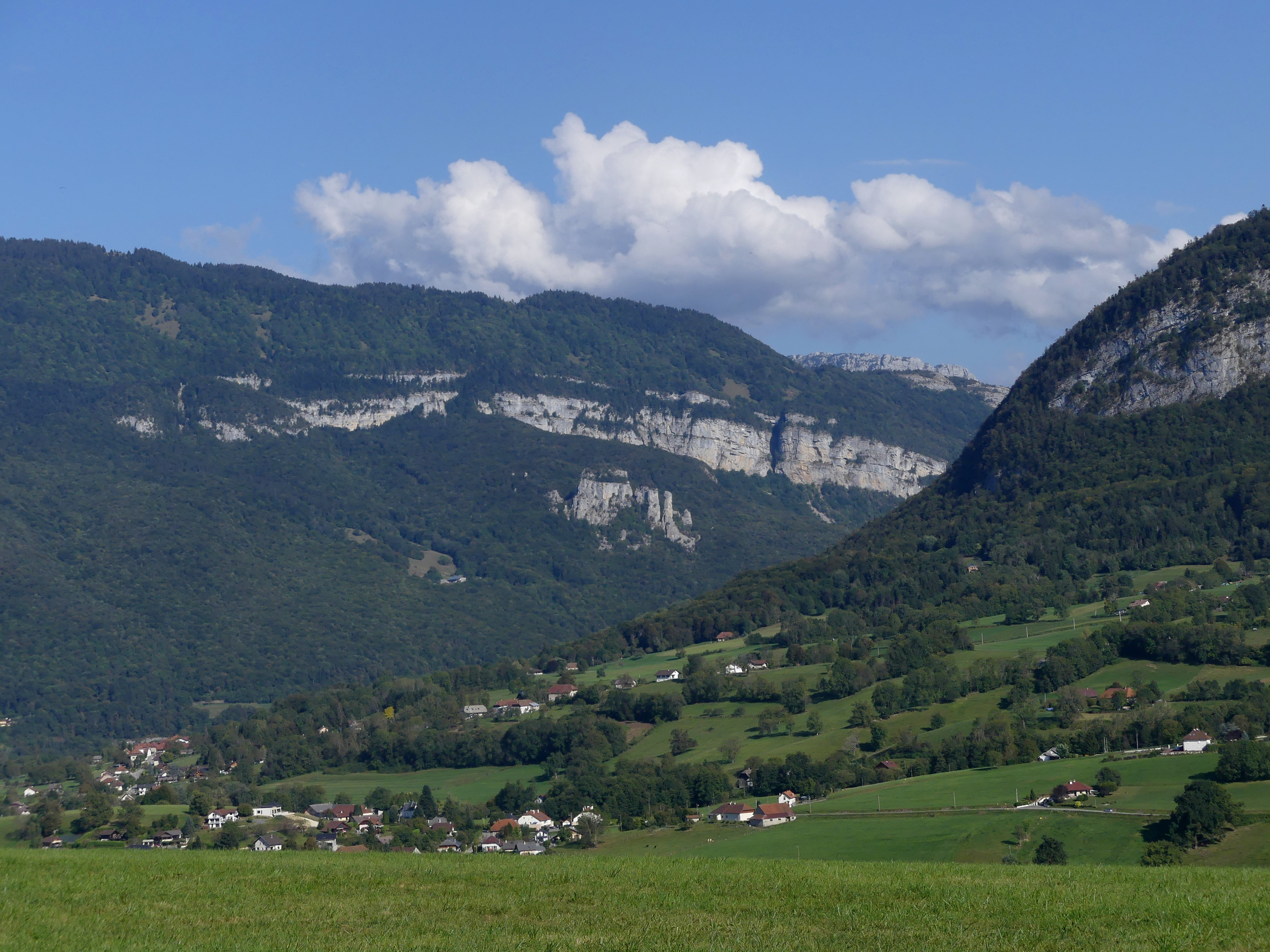
Les tours Saint-Jacques dans la cluse de Bange vues depuis Cusy dans l'Albanais.

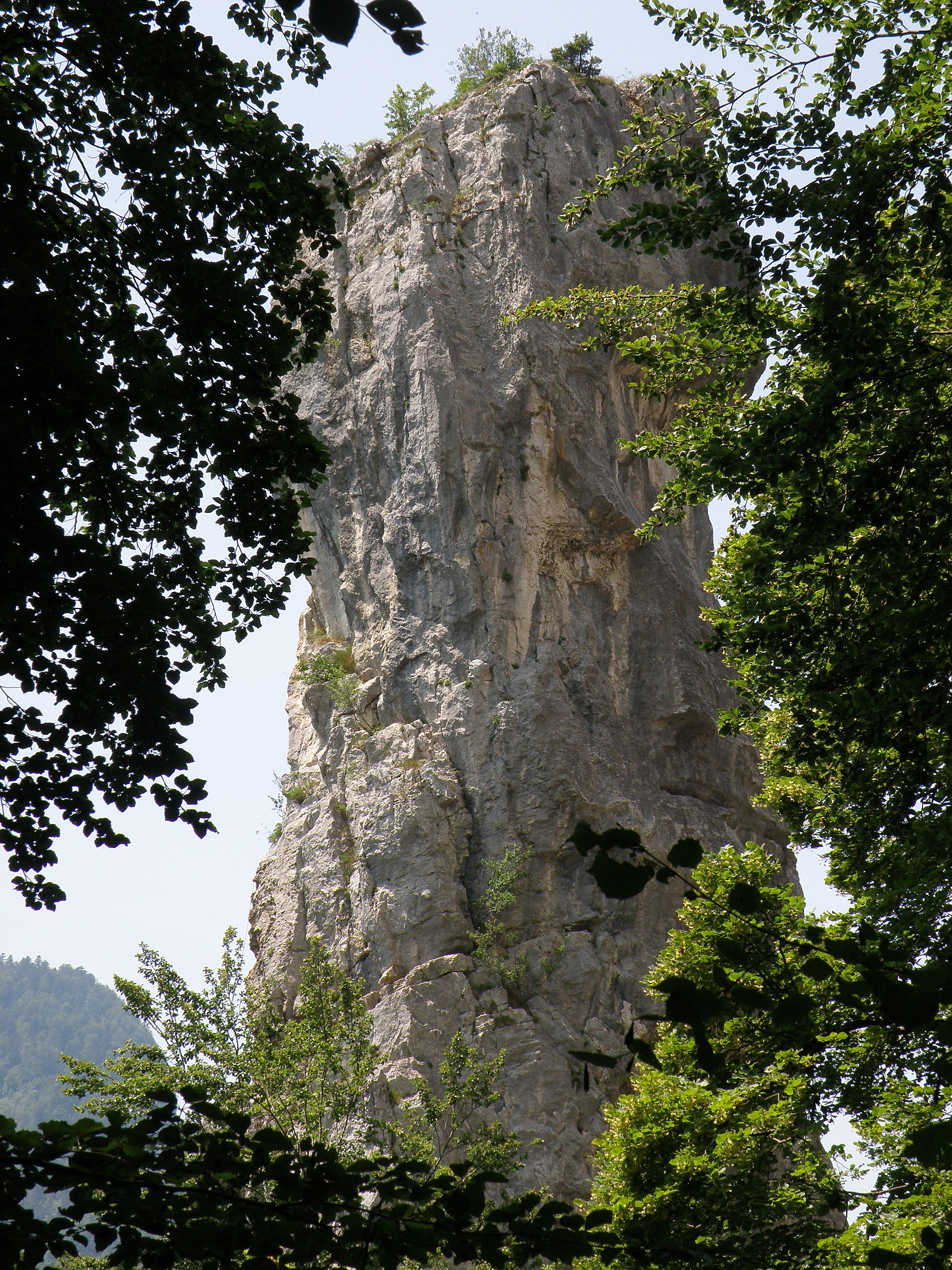
Vue rapprochée de l'un des pinacles.